# Лулео (хокейний клуб)
Хокейний клуб «Лулео» (швед. Luleå Hockeyförening) — хокейний клуб з м. Лулео, Швеція. Домашні ігри команда проводить на «Куп Арені» (6000 глядачів). Кольори клубу червоний і помаранчевий.

## Історія
Заснований у 1977 році як «ГроКо Хокей», з 1980 року носить назву ХК «Лулео». Виступає в чемпіонаті Швеції у Шведській хокейній лізі.

## Досягнення
- Чемпіон Швеції (3): 1996, 2020, 2025
- Срібний призер (2): 1993, 1997.
- Переможець Ліги чемпіонів (1): 2015.

## Гравці
Найсильніші гравці різних років: 
- воротарі: Петер Ослін, Ярмо Мюллюс;
- захисники: Роберт Нордмарк, Маттіас Елунд, Сергій Баутін, Рогер Окерстрем;
- нападаники: Юган Стремвалль, Мікаель Ренберг, Стефан Нільссон, Томас Гольмстрем, Міка Алатало, Ян Мертциг, Фредрік Нільссон, Міка Ніємінен.